# Música folclórica de Panamá
La música de Panamá tiene un desarrollo de mestizaje con influencia española, negroide e indígena. En el canto panameño es tradicional la saloma, la utilización de maracas y flautas, denominadas en las distintas regiones como "pitos" que son provenientes de los nativos americanos. Convencionalmente, se entiende como género musical nacional el Tamborito.

## El ritmo
La música folclórica panameña es generalmente en compás binario en división. Normalmente las canciones son ejecutadas con un compás único y uniforme en toda su duración. Sin embargo, también es común que ambos compases alternen en una misma canción, característica identitaria de la música panameña.
Esta estructura sonora y de ejecución está ligada directamente a los ritmos musicales de origen Bantú en África, presente en muchos géneros folclóricos de Latinoamérica, sin embargo en Panamá tiene la particularidad de que su instrumentación le posibilita un tono más agudo, por medio del uso de la Churuca.
Una característica identitaria de los ritmos folclóricos de Panamá, es su celeridad que le da un tono festivo y alegre, son pocos los géneros musicales donde se tengan ritmos con tempo lento.

## La melodía
La mayoría de los géneros musicales folclóricos de Panamá tienen una influencia melódica eminentemente europea, proveniente principalmente de Andalucía, este fenómeno es notado principalmente en las provincias centrales de Panamá, donde sus habitantes tienen una fuerte ascendencia hispánica.
En las comarcas indígenas la melodía será propia de su estirpe, así mismo en las localidades donde exista una población afrodescendiente mayoritariamente.

## El cantar
El canto panameño es predominantemente alegre con expresiones muy particulares como: ¡aje!, ¡jombe!, ¡ay! y el infaltable ¡ojue!, siendo este último el más utilizado al cantar.
La música folclórica panameña es cantada comúnmente en el siguiente formato:
La voz principal (cantalante) entona la melodía y marca el compás cantando un estribillo seguida por el cajero y otros tambores que se suman a la voz; posteriormente entra el coro repitiendo el mismo estribillo cantado por la cantalante principal, posteriormente la cantalante pasa a cantar un frase corta o una estrofa larga y de nuevo vuelve el coro a repetir el estribillo inician mientras una especie de diálogo cantado entre la cantalante. 
La predominancia de aquel formato pudiese provenir de Galicia o de África donde se tienen cantos similares.
Una característica identitaria del canto panameño es la utilización de la saloma, emisión vocal o gutural de ascendencia indígena, propia del canto campesino del interior de Panamá. Dicha modulación proveniente de las cuerdas vocales que va desde un grito rudimentario de alta sonoridad hasta la emisión de un sonido uniforme que conforma una melodía musical.
El contenido de las canciones normalmente tiene motivos festivos y picarescos. Sin embargo, las canciones románticas y de cortejo amoroso son también comunes y en último lugar de predominancia, las de contenido triste y melancólico.

## Instrumentos musicales

### Instrumentos de percusión
El instrumento de percusión por excelencia es el tambor de cuñas, en sus variantes: pujador (sonido grave) y repicador (sonido agudo). Su origen fue investigado por Manuel F. Zárate, quien pudo, por las informaciones recibidas de la directora del Real Museo de Bélgica en Tervuren, Olga T. Boone, que los tambores panameños tienen procedencia de África en las regiones que comprende el Gabón Río Muni y el Camerón por un lado y el lago Techad has Futa Djalon por otro.
La caja: Instrumento cilíndrico hueco confeccionado de madera cubierto con cuero de venado, tiene parches por sus dos lados, y se toca con dos bolillos o palitos, es más que todo una emulación panameña artesanal del redoblante militar traído por los españoles.
La tambora: Instrumento de iguales características que el descrito anteriormente, solo que la dimensiones son semejantes a un Bombo, aún se discute si su origen es africano, europeo o indígena.

#### Idiófonos de percusión por raspadura
La churuca: Se confecciona a partir de una calabaza. Esta calabaza tiene forma alargada y por lo general termina en un mango curo. Se deja secar hasta que al agitarse como si fuese un sonajero, se sienta el sonido de las semillas. En este momento, es necesario hacer una incisión o hueco con mucho cuidado para sacarle las semillas y los restos de pulpa del fruto, dejándose solamente la parte externa, ya seca. Luego de ese delicado proceso, se le hacen con segueta o cuchillo las ranuras en la cara opuesta a aquella donde se abrió el agujero. Estas ranuras, o rayas, luego para producir el sonido al ser rascadas con el trinche.

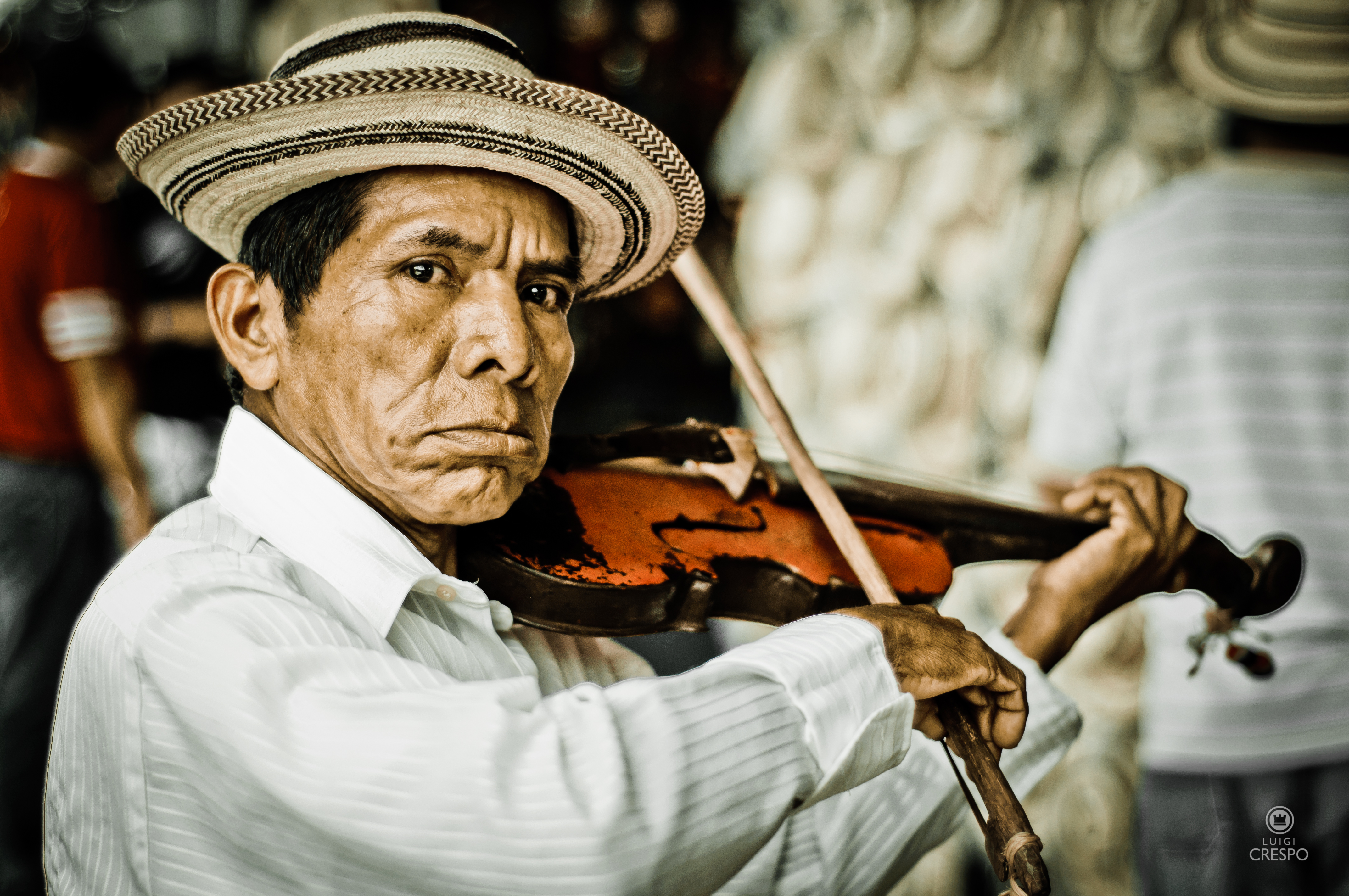
Campesino panameño ejecutando cumbia con violín.

### Instrumentos de cuerda

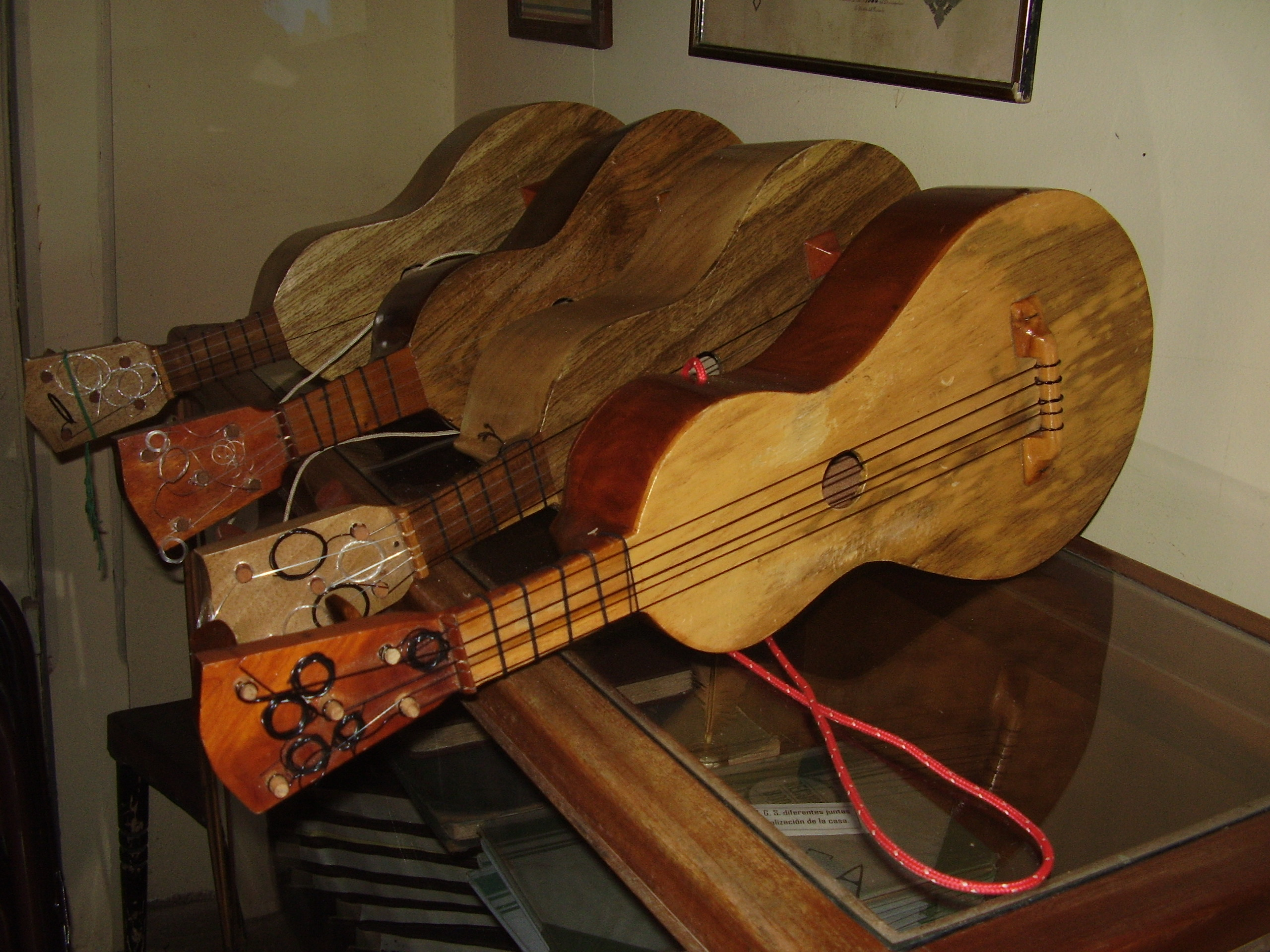
Mejoranas de Manuel F. Zarate

El instrumento melódico por excelencia de la música folclórica es el Rabel, que consta de tres cuerdas, la tapa suele fabricarse de balsa y todo el resto del instrumento de árbol de cedro o de jamaico. Para fabricar el arco, al cual se le da forma curva y tendida análoga se usa el martillo. Las cuerdas salen de la crin del caballo.
La Mejorana y el Socabón: De 5 y 4 cuerdas respectivamente, están hechos de madera trabajada con un formón. Se pueden confeccionar con diferentes tipos de madera como el cedro amargo, cedro espino, el quira, el frijolillo, el jamaico y el espavé.

### Idiófonos de golpe directo
Son utilizados las campanas, el triángulo, las Castañetas y el Almirez.y que sirve mucho para el idiófono.

### Idiófonos de golpe indirecto
Destacan las maracas, los cascabeles y la zambomba que es un idiófono de percusión por sacudimiento de ascendencia indígena, del tipo de los sonajeros tubulares. Consiste en un tubo de cañaza de aproximadamente 60 a 75 cm de longitud y de 4 cm de diámetro, al cual se le introducen semillas semejantes a las de las maracas. En las cañazas se perforan los nudos para lograr el libre paso de las semillas al ser sacudido el instrumento.

### Aerófonos libres
Acordeón diatónico: procedente de Austria, fue traído a Panamá a mediados del siglo XIX por marineros y aventureros europeos que, en grandes cantidades, cruzaban el istmo rumbo a California. Se tiene noticia de su venta en el Istmo desde hace más de 160 años en un anuncio en el periódico la estrella de Panamá que data de 1850.

## Géneros musicales panameños

Provincia de Darién

### Provincia de Darién
La música de la Provincia de Darién está influenciada predominantemente por ritmos africanos traídas en la época colonial, su música es ejecutada principalmente por los descendientes de los cimarrones y esclavos que se alojaron en las distintas comunidades de esa provincia selvática. Los Tambores, específicamente el tambor repicador, pujador, hondo y la tambora, dan vida a la música heredada de sus ascendentes, que consiste principalmente en el bullerengue, como muestra de la sensualidad y el amor por el baile, el bunde como ritmo de carácter religioso para celebrar la Navidad y la cumbia que posee características en extremo primitivas, como es llevar la melodía de la canción a viva voz, prescindiendo de instrumentos musicales cantantes. 
El aporte europeo se nota en la utilización del acordeón para animar las festividades del Corpus Christi, de igual manera en la cumbia.
El aporte indígena en la música de esta provincia consiste en la utilización de las maracas.
- Bullerengue
- Bunde
- Cumbia darienita

### Provincia de Panamá

Provincia de Panamá

Provincia de Panamá Oeste

La música de la provincia de Panamá, está fuertemente influenciada por los géneros musicales del Caribe, que fueron traídos por los trabajadores antillanos que llegaron para construir el Canal de Panamá. Como resultado de aquel fenómeno migratorio, en la actualidad es muy prolífica la producción del reggae, soca, Calipso y demás géneros que derivan de los anteriores, departe de los descendientes de aquellos trabajadores.
Lo mismo ocurre con otros géneros folclóricos como el tamborito santeño o el Congo, que fue traído por migraciones de otras provincias. Sin embargo, en la provincia de Panamá se tiene el tambor y la cumbia chorrerana, géneros que poseen una conformación rítmica e instrumental única en todo el país. Otro género musical que destaca es el tamborito de la Isla de San Miguel, donde se amplía la orquesta de tambores, añadiéndole guitarras y violines.
El pasillo fue un género musical que tuvo mucha acogida en esta provincia a finales del siglo XIX y principios del 20. En la actualidad no existe producción musical de este género, sino que ha quedado relegado a eventos sociales y culturales revestidos de formalidad, donde es ejecutado como recuerdo de un periodo musical que se dio en la provincia.
- Calipso
- Cumbia panameña
- Cumbia Chorrerana
- Cumbia de la Isla de San Miguel
- Pasillo
- Reggae
- Soca
- Tamborito panameño
- Tamborito santeño
- Tambor Chorrerano
- Tamborito con Guitarra y Violín de la Isla de San Miguel
- Tambor de la Noneca de la Isla de San Miguel
- Tamborera

### Provincia de Colón

Provincia de Colón

En la música de la Provincia de Colón, se encuentran los vestigios de los primeros ritmos africanos introducidos en el Istmo de Panamá, específicamente en la música congo, que contiene un contenido oral que habla del comercio de esclavos en América.
La música de tambor de Colón es la más antigua del país, debido a que los primeros esclavos que llegaron al istmo fueron introducidos por los puertos Nombre de Dios y Portobelo donde llegaban galeones cargados de negros africanos para su comercialización en las ferias de Portobelo, donde concurrían comerciantes de todas las colonias españolas de aquella época.
La Música de la capital de esta provincia, la Ciudad de Colón, está fuertemente influenciada por ritmos traídos de las Antillas, debido a la gran cantidad de afroantillanos que fueron traídos para la construcción del canal entre finales del siglo XIX y principios del XX, siendo esta ciudad la cuna del reggae en español.
- Calipso
- Congo
- Cumbia de los Congos
- Reggae
- Reggae en español
- Tambor Cachimba

### Provincia de Coclé

Provincia de Coclé

Las música de la Provincia de Coclé esta fuertemente influenciado por los ritmos africanos e indígenas, su tambor y cumbia tiene la particularidad de tener como instrumento infaltable el Almirez que según la tradición oral era el instrumento usado para llamar a los esclavos en esa región.
- Cumbia rabito de mono
- Cumbia de los Cucúas
- Cumbia de Angelito
- Cumbia Antonera
- Décima
- Punto
- Tamborito coclesano con Almirez

### Provincia de Herrera

Provincia de Herrera

La música de la provincia de Herrera representa la transición entre la mezcla de ritmos africanos y Europeos al bailar el tambor, así mismo tiene fuerte influencia indígena en el uso de la saloma y la coreografía de la mejorana.
- Cumbia Ocueña o Toreña
- Décima
- Mejorana
- Punto
- Tambor de Orden Ocueño
- Tamborito Corrido de Parita y Santa María

### Provincia de Los Santos

Provincia de Los Santos

Es la región con mayor influencia hispánica en la música que es notado en sus melodías y en la variante de tamborito llamada tuna corrida, es considerada la provincia cuna de folclore panameño, siendo la misma la mayor productora de músicos y cantantes de música folclórica panameña.
- Atravesao o Tambor de Calle
- Contradanza
- Cumbia Santeña
- Cumbia de los Diablicos Sucios
- Danzón Cumbia
- Décima
- Mejorana
- Pasillo
- Pindín o Típico
- Polka
- Punto
- Tamborito Santeño

### Provincia de Veraguas

Provincia de Veraguas

La provincia de Veraguas posee música con alto contenido indígena que se ve reflejado en la coreografía de sus bailes y en la utilización de la saloma.
- Cumbia Veraguense
- Décima
- Pindín o Típico
- Mejorana
- Pasillo
- Punto
- Tamborito Veraguense
- Tamborito de Ponuga

### Provincia de Chiriquí

Provincia de Chiriquí

La provincia de Chiriquí es la última provincia que fue influenciada con ritmos africanos y así mismo fue la creadora del subgénero de la cumbia panameña llamada Pindín.
- Cumbia Tumba Caña
- Cumbia Trapichera
- Tamborito de Dos Ríos
- Tamborito de Remedios
- Tambores Bufos
- Pindín o Típico
- Punto

### Provincia de Bocas del Toro

Provincia de Bocas del Toro

La música de la provincia de Bocas del Toro tiene nexos directos con la música caribeña, ya que fue receptora de grandes movimientos migratorios humanos proviniendo de las Antillas, destacando entonces sus cantos en Wari Wari, un dialecto del inglés caribeño.
- Calipso
- Cuadrilla
- Reggae
- Soca